# Nasa driessleae
Nasa driessleae är en brännreveväxtart som beskrevs av Weigend. Nasa driessleae ingår i släktet färgkronor, och familjen brännreveväxter. Inga underarter finns listade i Catalogue of Life.